# Глубокая (балка, приток реки Кошкова)
Глубокая или Райкова (укр. Глибока) — балка, правый приток реки Кошкова, расположенная на территории Ивановского района (Одесская область, Украина).

## География
Длина — 14 км. Площадь бассейна — 98,5 км². Водоток балки на протяжении почти всей длины пересыхает и наименее маловодный. Долина в частности в нижнем течении изрезана ярами и промоинами. Есть пруды. Характерны весенние и летние паводки.
Берёт начало севернее села Люботаевка. Балка проходит на юг, юго-восток, в приустьевой части делает поворот на север. Впадает в реку Кошкова (на 16-м км от её устья) на северной окраине села Большой Буялык.
Притоки: (от истока к устью) балка Руднева, безымянные балки
Населённые пункты (от истока к устью)
1. Люботаевка
2. Тарасовка
3. Большой Буялык